# George Munteanu
George Munteanu (n. 14 aprilie 1924, Bravicea, județul Orhei, astăzi satul Bravicea, raionul Călărași – d. 8 noiembrie 2001, București) a fost profesor universitar, scriitor, critic și istoric literar român.

## Biografie
S-a născut în jud. Orhei din Basarabia ca fiu al țăranului Simion Munteanu și al soției sale, Xenia (n. Stratan). După moartea părinților a fost crescut de un unchi care se stabilise cu traiul în România. A absolvit Școala Normală de Învățători din Cluj în 1946, apoi Facultatea de Litere și Filosofie a Universității Victor Babeș din Cluj în 1950. După absolvirea studiilor superioare, a urmat o carieră universitară la aceeași facultate, fiind asistent (1951-1958) și lector (1959-1960), apoi s-a transferat la Facultatea de Limba și Literatura Română a Universității din București unde a fost lector și apoi conferențiar (1960-1989).
A lucrat în paralel ca redactor la revistele Steaua din Cluj (1956-1960), apoi la Contemporanul din București (1960-1968). A fost detașat în străinătate ca lector de limba română la Universitatea din Montpellier (1969-1971) și la Universitatea din Beijing (1987-1988). A obținut în 1973 titlul de doctor în filologie (1973) cu teza Hyperion (Viața lui Eminescu). În ultimii ani ai vieții a fost profesor la Universitatea Hyperion (1990-2001).
În anul 2000 i s-a conferit Medalia comemorativă „150 de ani de la nașterea lui Mihai Eminescu” „pentru merite deosebite în studierea, editarea, promovarea sau interpretarea operei eminesciene”.
Prin Decizia Consiliului Local Bravicea din 16 mai 2003 i s-a conferit titlul de Cetățean de Onoare post-mortem al satului Bravicea.

## Activitatea literară
A colaborat cu articole și studii la revistele România literară, Luceafărul, Tribuna, Contemporanul, precum și la ziarul Scînteia etc. A debutat editorial cu o monografie dedicată lui B.P. Hasdeu (1963), apoi a publicat un studiu dedicat operei lui Ion Creangă (1976), două studii dedicate lui Mihai Eminescu (1987 și 1989), două volume de articole (Atitudini, 1966; Sub semnul lui Aristarc, 1975) și cursul universitar Istoria literaturii române. Epoca marilor clasici (1980). Volumul Hyperion, I. Viața lui Eminescu (1973), având originea în teza sa de doctorat, a fost distins cu Premiul „B.P. Hasdeu” al Academiei Române.

## Opera
- B. P. Hasdeu, București, 1963;
- Atitudini, București, 1966;
- Hyperion, I. Viața lui Eminescu, București, 1973;
- Sub semnul lui Aristarc, București, 1975;
- Introducere în opera lui Ion Creangă, București, 1976;
- Istoria literaturii române. Epoca marilor clasici, București, 1980;
- Proverbe românești, 1984
- Eminescu și eminescianismul: structuri fundamentale, București, 1987;
- Eminescu și antinomiile posterității, 1998.